# 過海隧道巴士N681線
過海隧道巴士N681線是香港的一條節日特別巴士路線，由中環碼頭單向開往馬鞍山市中心，由城巴及九巴營運。。

## 歷史
- 1999年2月16日：投入服務，祇於農曆大年初一凌晨提供服務
- 2006年1月28日：加開農曆大除夕單向往馬鞍山服務
- 2012年1月23日：取消往中環碼頭服務
- 2013年2月9日：改經紅磡海底隧道及獅子山隧道，不經東區海底隧道及大老山隧道

## 服務時間及班次
中環碼頭開
- 農曆大除夕：00:05-03:35，15-20分鐘一班
- 農曆年初一：00:05-05:50：15-20分鐘一班

## 收費
全程：$30.9
- 耀安邨往馬鞍山市中心：$11.1

## 行車路線
經民光街、民耀街、港景街、康樂廣場、干諾道中、紅棉路、金鐘道、軒尼詩道，怡和街，高士威道、興發街、維園道、告士打道、天橋、紅磡海底隧道、康莊道、公主道、窩打老道、獅子山隧道公路、獅子山隧道、獅子山隧道公路、沙田路、沙瀝公路、大老山公路、馬鞍山路、恒康街、西沙路、鞍源街，鞍駿街、鞍超街及西沙路。

### 沿線車站
| 1                                                                              | 中環碼頭             | 中環碼頭巴士總站           |
| 2                                                                              | 國際金融中心二期     | 民耀街                     |
| 3                                                                              | 大會堂               |                            |
| 4                                                                              | 金鐘站               | 金鐘道                     |
| 5                                                                              | 熙信大廈             | 軒尼詩道                   |
| 6                                                                              | 柯布連道             | 軒尼詩道                   |
| 7                                                                              | 史釗域道             | 軒尼詩道                   |
| 8                                                                              | 灣仔消防局           | 軒尼詩道                   |
| 9                                                                              | 百德新街             | 怡和街                     |
| 10                                                                             | 維多利亞公園         | 高士威道                   |
| 11                                                                             | 興發街               | 興發街                     |
| 維園道、告士打道；海底隧道至獅子山隧道、沙田路；沙瀝公路；大老山公路；馬鞍山路 |                      |                            |
| 12                                                                             | 耀安邨               | 恆康街                     |
| 13                                                                             | 馬鞍山運動場         | 恆康街                     |
| 14                                                                             | 福安花園             | 西沙路                     |
| 15                                                                             | 馬鞍山公園           | 鞍駿街                     |
| 16                                                                             | 馬鞍山市中心巴士總站 | 馬鞍山市中心公共運輸交匯處 |